# Università delle Arti di Tirana
L'Università delle Arti (in albanese Universiteti i Arteve), fino al 2011 Accademia delle Arti (in albanese Akademia e Arteve), è un'università pubblica artistica di Tirana.

## Storia

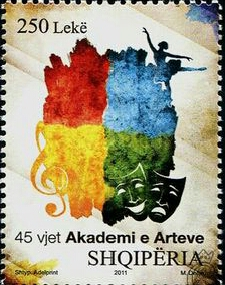
Francobollo commemorativo di Posta Shqiptare per il 45º anniversario dalla fondazione dell'Università delle Arti di Tirana.

L'università è stata fondata nel 1966 come Istituto superiore d'arte unendo il Conservatorio statale di Tirana, la Scuola di belle arti e la Scuola superiore di recitazione Aleksandër Moisiu. Nel 1990 è divenuta un'università con la denominazione di Accademia delle Arti, mutato nel 2011 in Università delle Arti. Proprio nel 2011, in occasione del 45º anniversario dalla fondazione dell'istituzione Posta Shqiptare ha emesso un francobollo commemorativo.

## Facoltà
- Facoltà di Arti dello spettacolo
- Facoltà di Belle arti
- Facoltà di Musica